# Chrysiogenia
Classe
Synonymes
- Chrysiogenetes Garrity & Holt 2002

Les Chrysiogenia (anc. Chrysiogenetes) sont une classe monotypique de bacilles Gram négatifs du phylum des Chrysiogenota. Son nom provient de Chrysiogenes qui est le genre type de cette classe.
Selon la LPSN (23 avril 2025) cette classe ne contient qu'un seul ordre, les Chrysiogenales Garrity & Holt 2002.

## Taxonomie
Cette classe est proposée en 2001 sous le nom de « Chrysogenetes » par G.M. Garrity & J.G. Holt dans la deuxième édition du Bergey's Manual of Systematic Bacteriology. Elle est validée sous ce nom l'année suivante par une publication dans l'IJSEM. En 2022, l'orthographe du nom est corrigée en Chrysogenia conformément au code de nomenclature bactérienne (le nom d'une classe devant être dérivé de celui de son genre type, ici Chrysogenes, par adjonction du suffixe -ia).
Le nom correct complet (avec auteur) de ce taxon est donc Chrysiogenia corrig. Garrity & Holt 2002.
Son genre type est Chrysiogenes Macy et al. 1996.

### Synonymie
Suite à son renommage, Chrysiogenia a pour synonyme :
- Chrysiogenetes Garrity & Holt 2002

### Étymologie
L'étymologie de cette classe est liée à son genre-type Chrysiogenia (N.L. neut. pl. n. ), la classe des Chrysiogenales.